# Antoine Burban
Antoine Burban (Neuilly-sur-Seine, 22 de julio de 1987) es un jugador francés de rugby que se desempeña como Flanker que juega para el club Stade Français Paris del Top 14.

## Carrera
Burban llega al Stade Français Paris con 19 años proveniente del PUC de la federal y hace su debut como profesional el 19 de agosto de 2006 cuando entra de reemplazo en un partido que enfrentaba a Montpellier HRC y que ganó por 52-20. Ese mismo año se proclama campeón de liga al vencer por 23-18.
Una grave lesión de espalda le mantiene fuera de acción durante la temporada 2008/2009 lo que le hace volver a los terrenos de juego en septiembre de 2009.
En 2015 terminan 4 en la liga regular pero se proclaman campeones del Top 14 contra todo pronóstico al vencer a Clermont por el resultado de 12-06. En 2017 tras una irregular temporada en el top 14 en competición europea se proclama campeón de la European Challenge al vencer a Gloucester Rugby por el tanteador de 25-17.

## Selección nacional
Antoine Burban es convocado para formar parte del XV del gallo en la gira de otoño de 2009 pero una inoportuna lesión en el dedo pulgar le impide hacer efectivo el debut, lo que no se produce hasta que en 2014 Bernard Laporte le hace debutar en un partido del Torneo de las Seis Naciones 2014 ante Inglaterra donde ganaron por 26-24
Con el cambio de seleccionador y de etapa después de la Copa Mundial de Rugby de 2015, el nuevo seleccionador Guy Novès le incluye dentro de la selección que participará en el Torneo de la Seis Naciones 2016

## Palmarés y distinciones notables
- Campeón Top 14 2006-2007 (Stade Français Paris)
- Campeón Top 14 2014-2015 (Stade Français Paris)
- Campeón de la European Challenge 2016-2017 (Stade Français Paris)